# Natação nos Jogos Olímpicos de Verão de 2024 - 200 m livre masculino
A prova dos 200 m livre masculino da natação nos Jogos Olímpicos de Verão de 2024 ocorreu em 28 e 29 de julho de 2024 na Paris La Défense Arena, em Paris. Um total de 25 nadadores de 18 Comitês Olímpicos Nacionais (CON) participaram do evento.

## Qualificação
Cada Comitê Olímpico Nacional (CON) poderia inscrever no máximo dois nadadores qualificados em cada evento individual, mas somente se ambos atingissem o "tempo de qualificação olímpica" (OQT). Um nadador por evento poderia potencialmente entrar se atingisse o "tempo de consideração olímpica" (OCT), ou se a cota total de 852 competidores não tivesse sido atingida. Os CONs também poderiam inscrever nadadores independentemente do tempo através das vagas de universalidade, mesmo que não tenham atingindo nenhum dos tempos de inscrição padrão (OQT/OCT).
Após o fim da janela de qualificação, a World Aquatics avaliou o número de nadadores que alcançaram o OQT, o número de nadadores somente para as provas de revezamento e o número de vagas de universalidade, antes de convidar aqueles com OCT para cumprir a cota total de 852. Além disso, as vagas no OCT foram distribuídas por evento de acordo com as posições no ranking mundial durante o prazo de qualificação. Para os 200 m livre masculino, o OQT foi de 1min46s26 e o OCT de 1min46s79.

## Formato
A competição consiste em três rodadas: preliminares, semifinais e final. Os nadadores com os 16 melhores tempos nas baterias preliminares avançam às semifinais. Já os nadadores com os 8 melhores tempos nas semifinais avançam à final. Desempates (swim-offs) são utilizados conforme necessário para quebrar os empates de avanço à próxima rodada.

## Calendário
Horário local (UTC+2)
| Data                | Horário | Fase         |
| ------------------- | ------- | ------------ |
| 28 de julho de 2024 | 10:00   | Preliminares |
| 28 de julho de 2024 | 19:35   | Semifinais   |
| 29 de julho de 2024 | 17:30   | Final        |

## Medalhistas
| Ouro   | ROU David Popovici   |
| Prata  | GBR Matthew Richards |
| Bronze | USA Luke Hobson      |

## Recordes
Antes desta competição, os recordes mundiais e olímpicos da prova eram os seguintes:
| Tipo | Atleta          | Tempo   | Local  | Data                 |
| ---- | --------------- | ------- | ------ | -------------------- |
|      | Paul Biedermann | 1:42.00 | Roma   | 28 de julho de 2009  |
|      | Michael Phelps  | 1:42.96 | Pequim | 12 de agosto de 2008 |

## Resultados

### Preliminares
Os nadadores com os 16 melhores tempos, independente da bateria, avançam às semifinais.
| Pos. | Bateria | Raia | Nadador                | CON                | Tempo   | Notas |
| ---- | ------- | ---- | ---------------------- | ------------------ | ------- | ----- |
| 1    | 4       | 4    | David Popovici         | ROU Romênia        | 1:45.65 | Q     |
| 2    | 3       | 3    | Danas Rapšys           | LTU Lituânia       | 1:45.91 | Q     |
| 3    | 4       | 8    | Lucas Henveaux         | BEL Bélgica        | 1:46.04 | Q,    |
| 4    | 4       | 5    | Hwang Sun-woo          | KOR Coreia do Sul  | 1:46.13 | Q     |
| 5    | 2       | 5    | Maximillian Giuliani   | AUS Austrália      | 1:46.15 | Q     |
| 6    | 2       | 4    | Matthew Richards       | GBR Grã-Bretanha   | 1:46.19 | Q     |
| 7    | 2       | 3    | Katsuhiro Matsumoto    | JPN Japão          | 1:46.23 | Q     |
| 7    | 4       | 3    | Luke Hobson            | USA Estados Unidos | 1:46.23 | Q     |
| 9    | 4       | 2    | Thomas Neill           | AUS Austrália      | 1:46.27 | Q     |
| 10   | 3       | 4    | Lukas Märtens          | GER Alemanha       | 1:46.33 | Q     |
| 11   | 3       | 5    | Duncan Scott           | GBR Grã-Bretanha   | 1:46.34 | Q     |
| 12   | 2       | 6    | Kim Woo-min            | KOR Coreia do Sul  | 1:46.64 | Q     |
| 13   | 2       | 2    | Rafael Miroslaw        | GER Alemanha       | 1:46.81 | Q     |
| 14   | 2       | 1    | Denis Loktev           | ISR Israel         | 1:47.01 | Q     |
| 15   | 3       | 2    | Alessandro Ragaini     | ITA Itália         | 1:47.31 | Q     |
| 16   | 3       | 7    | Filippo Megli          | ITA Itália         | 1:47.39 | Q     |
| 17   | 2       | 8    | Antonio Djakovic       | SUI Suíça          | 1:47.46 |       |
| 18   | 1       | 4    | Velimir Stjepanović    | SRB Sérvia         | 1:47.56 |       |
| 19   | 3       | 6    | Chris Guiliano         | USA Estados Unidos | 1:47.60 |       |
| 20   | 3       | 8    | Jorge Iga              | MEX México         | 1:48.38 |       |
| 21   | 1       | 5    | Sašo Boškan            | SLO Eslovênia      | 1:48.75 |       |
| 22   | 4       | 6    | Pan Zhanle             | CHN China          | 1:49.47 |       |
| 23   | 4       | 7    | Ji Xinjie              | CHN China          | 1:49.88 |       |
| 24   | 1       | 3    | Omar Abbass            | SYR Síria          | 1:53.01 |       |
| 25   | 1       | 6    | Muhammad Ahmed Durrani | PAK Paquistão      | 1:58.67 |       |
| 27   | 2       | 7    | Felix Auböck           | AUT Áustria        | DNS     |       |
| 27   | 3       | 1    | Nándor Németh          | HUN Hungria        | DNS     |       |
| 27   | 4       | 1    | Guilherme Costa        | BRA Brasil         | DNS     |       |

### Semifinais
Os nadadores com os oito melhores tempos, independente da bateria, avançam à final.
| Pos. | Bateria | Raia | Nadador              | CON                | Tempo   | Notas |
| ---- | ------- | ---- | -------------------- | ------------------ | ------- | ----- |
| 1    | 2       | 4    | David Popovici       | ROU Romênia        | 1:44.53 | Q     |
| 2    | 2       | 7    | Duncan Scott         | GBR Grã-Bretanha   | 1:44.94 | Q     |
| 3    | 1       | 6    | Luke Hobson          | USA Estados Unidos | 1:45.19 | Q     |
| 4    | 1       | 2    | Lukas Märtens        | GER Alemanha       | 1:45.36 | Q     |
| 5    | 2       | 3    | Maximillian Giuliani | AUS Austrália      | 1:45.37 | Q     |
| 6    | 1       | 4    | Danas Rapšys         | LTU Lituânia       | 1:45.48 | Q     |
| 7    | 1       | 3    | Matthew Richards     | GBR Grã-Bretanha   | 1:45.63 | Q     |
| 8    | 2       | 6    | Katsuhiro Matsumoto  | JPN Japão          | 1:45.88 | Q     |
| 9    | 1       | 5    | Hwang Sun-woo        | KOR Coreia do Sul  | 1:45.92 |       |
| 10   | 2       | 2    | Thomas Neill         | AUS Austrália      | 1:46.18 |       |
| 11   | 2       | 5    | Lucas Henveaux       | BEL Bélgica        | 1:46.20 |       |
| 12   | 1       | 7    | Kim Woo-min          | KOR Coreia do Sul  | 1:46.58 |       |
| 13   | 1       | 8    | Filippo Megli        | ITA Itália         | 1:46.87 |       |
| 14   | 2       | 8    | Alessandro Ragaini   | ITA Itália         | 1:47.08 |       |
| 15   | 2       | 1    | Rafael Miroslaw      | GER Alemanha       | 1:47.34 |       |
| 16   | 1       | 1    | Denis Loktev         | ISR Israel         | 1:47.93 |       |

### Final
Os três nadadores mais rápidos na final conquistam as medalhas.
| Pos.              | Raia | Nadador              | CON                | Tempo   | Notas |
| ----------------- | ---- | -------------------- | ------------------ | ------- | ----- |
| Medalha de ouro   | 4    | David Popovici       | ROU Romênia        | 1:44.72 |       |
| Medalha de prata  | 1    | Matthew Richards     | GBR Grã-Bretanha   | 1:44.74 |       |
| Medalha de bronze | 3    | Luke Hobson          | USA Estados Unidos | 1:44.79 |       |
| 4                 | 5    | Duncan Scott         | GBR Grã-Bretanha   | 1:44.87 |       |
| 5                 | 6    | Lukas Märtens        | GER Alemanha       | 1:45.46 |       |
| 5                 | 7    | Danas Rapšys         | LTU Lituânia       | 1:45.46 |       |
| 7                 | 2    | Maximillian Giuliani | AUS Austrália      | 1:45.57 |       |
| 8                 | 8    | Katsuhiro Matsumoto  | JPN Japão          | 1:46.26 |       |

Legenda
| Recorde mundial      | Recorde mundial (World record)               |                       | Recorde africano                      | Recorde africano (African) |                                           | Q | Classificado por posição (Qualified) |
| Recorde olímpico     | Recorde olímpico (Olympic record)            | Recorde da América    | Recorde da América (Americas)         | q                          | Classificado por melhor tempo (Qualified) |   |                                      |
| Melhor marca do ano  | Melhor marca do ano (World leading)          | Recorde asiático      | Recorde asiático (Asian)              | DNS                        | Não largou (Did not start)                |   |                                      |
| Recorde nacional     | Recorde nacional (National record)           | Recorde europeu       | Recorde europeu (European)            | DNF                        | Não terminou (Did not finish)             |   |                                      |
| Recorde pessoal      | Recorde pessoal do atleta (Personal best)    | Recorde da Oceania    | Recorde da Oceania (Oceania)          | DSQ / DQ                   | Desclassificado (Disqualified)            |   |                                      |
| Recorde da temporada | Recorde da temporada do atleta (Season best) | Recorde sul-americano | Recorde sul-americano (South America) | NM                         | Sem marca (No mark)                       |   |                                      |